# Minashi-jinja

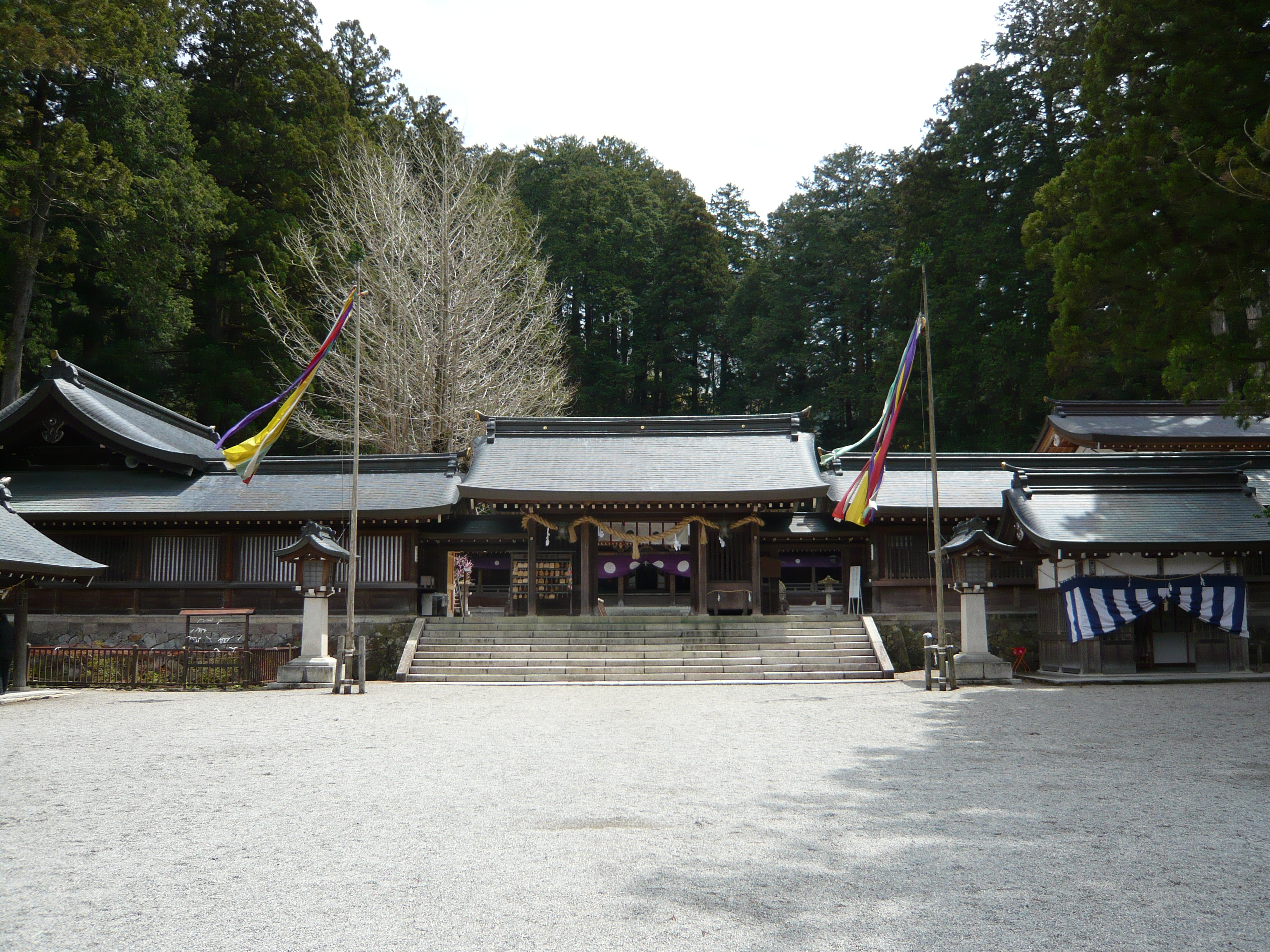
Vue du Minashi-jinja.

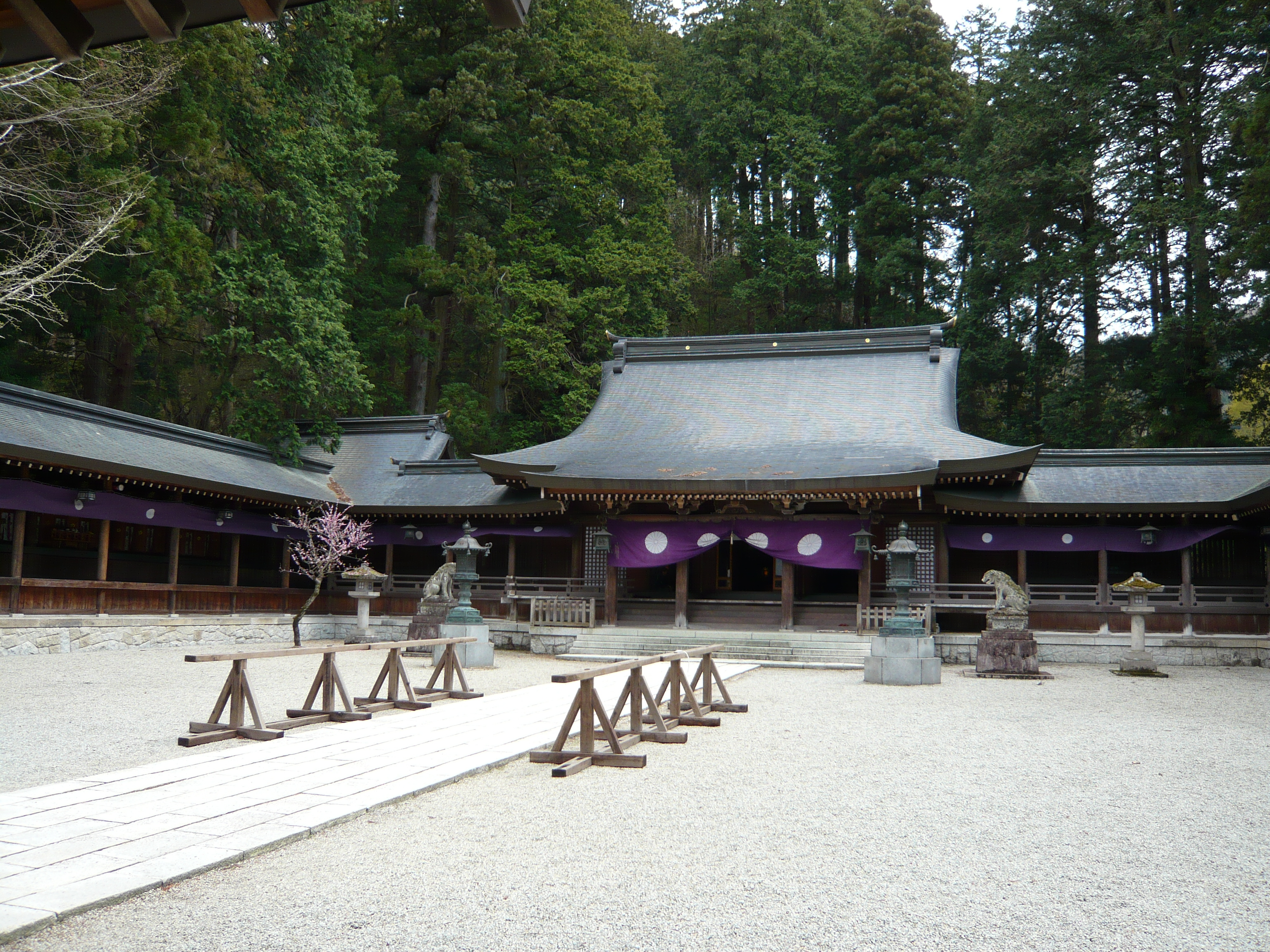
Haiden du Minashi-jinja.

Le Minashi-jinja (水無神社) est un sanctuaire shinto  situé dans la ville de Takayama, préfecture de Gifu au Japon. Les kanjis pour le sanctuaire sont aussi parfois lus « Suimu ». Le nom complet est Hida Ichinomiya Minashi-jinja (飛騨一宮水無神社) parce qu'il était autrefois l'ichi-no-miya de la province de Hida.

## Histoire
Il n'existe pas de document officiel marquant la construction du sanctuaire mais il passe pour avoir été établi durant le règne de l'empereur Seiwa à la fin du IXe siècle.
En raison des bombardements de la Seconde Guerre mondiale, le Minashi-jinja sert de refuge à l'épée Kusanagi du Atsuta-jingū du 21 août au 19 septembre 1945.

## Référence
- (en) Cet article est partiellement ou en totalité issu de l’article de Wikipédia en anglais intitulé « Minashi Shrine » (voir la liste des auteurs).